# Helastia expolita
Helastia expolita là một loài bướm đêm trong họ Geometridae.